# Wielki Budda z Lushan

Statua Jedności, Statua Wajroczany, Wolność opromieniająca świat, Matka Ojczyzna wzywa, Chrystus Odkupiciel i Dawid

Wielki Budda z Lushan (chiń. upr. 鲁山大佛; chiń. trad. 魯山大佛; pinyin Lǔshān Dàfó) – posąg Buddy Wajroczana ustawiony w gminie Zhaocun, w powiecie Lushan, w prowincji Henan, w Chinach.
Do czasu odsłonięcia Statuy Jedności była to największa statua na świecie. Jej wysokość to 128 metrów, przy czym 20 metrów stanowi tron w kształcie kwiatu lotosu. Razem z 25-metrowym budynkiem pełniącym rolę cokołu, pomnik osiąga wysokość 153 metrów. W 2008 roku szczyt wzgórza, na którym znajduje się pomnik, został przekształcony w kolejne dwa cokoły (górny o wysokości 15 metrów), wobec tego od 2008 za wysokość pomnika podaje się 208 m. Szacuje się, że do budowy konstrukcji wykorzystano 1100 miedzianych elementów o łącznej wadze 1 tys. ton.
Budowa statuy została wstępnie zakończona w 2002 roku. Koszt całego projektu osiągnął wartość około 55 mln dolarów. Pomysł budowy narodził się tuż po zniszczeniu przez Talibów Posągów Buddy w Bamianie w 2001 r. Chiny potępiły bezczeszczenie historycznego dziedzictwa Afganistanu, w tym miejsc o charakterze religijnym.